# Maria Spyropoulou

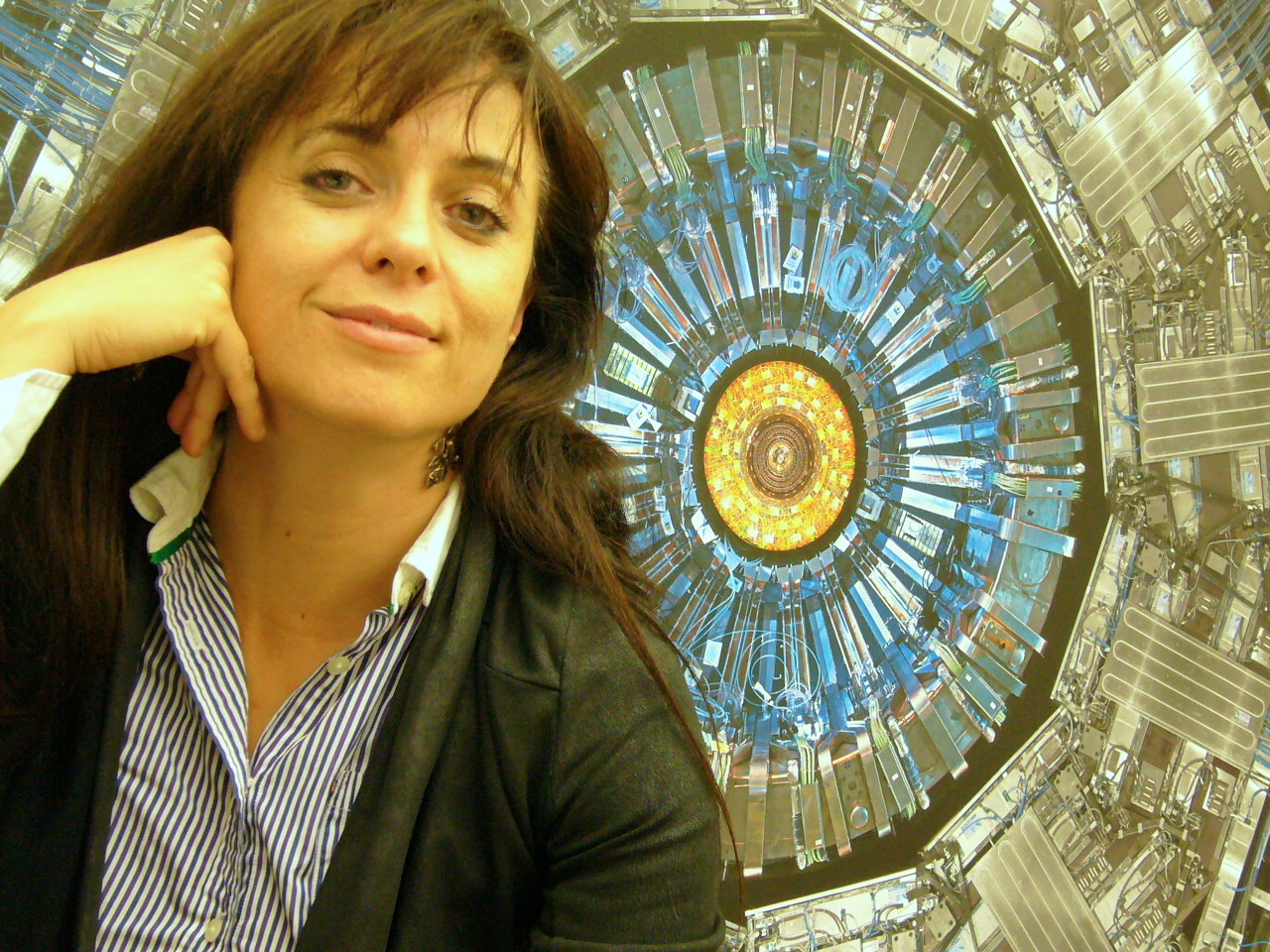
Maria Spyropoulou 2013

Μaria Spyropoulou (griechisch Μαρία Σπυροπούλου, auch Maria Spiropulu; * 1970 in Kastoria) ist eine griechische Physik-Professorin.

## Leben und Karriere
Maria Spyropoulou erreichte in ihrem Schulabschluss in allen Prüfungsfächern die höchsten Noten, wozu ihr auch der damals amtierende Staatspräsident Christos Sartzetakis gratulierte. Sie studierte nach der Schule Physik an der Aristoteles-Universität Thessaloniki, wo sie ihr Studium 1993 mit einem Bachelor of Science abschloss. Anschließend begann sie ihre Karriere als Assistentin am Europäischen Zentrum für Kernforschung CERN. Danach wechselte sie zur Harvard University, an der sie 1995 einen Master erwarb und 2000 promoviert wurde. 2002 forschte sie zusammen mit Kevin Burkett mit dem damals größten Beschleuniger der Welt, dem Tevatron des Fermilab, über Raumdimensionen. In ihrer Veröffentlichung dazu stellte sie die These auf, dass wenn es andere Raumdimensionen gebe, diese die Form von etwas annehmen würden, das kleiner als ein Billionstel Meter sei.
Am California Institute of Technology (Caltech) hat Maria Spyropoulou seit 2017 die Shang-Yi Ch'en Professur der Physik inne. Ihre Forschungsgruppe am Caltech spielte eine Schlüsselrolle bei der Entdeckung des Higgs-Bosons im Jahr 2012 und war federführend bei der Konzeption, der Forschung und Entwicklung sowie dem Bau eines Ultrapräzisions-Timing-Detektorsystems für den High-Luminosity Large Hadron Collider. Seit 2013 hat sie ein Programm zur KI/ML für die Beschleunigung von Entdeckungen in der Elementarteilchenphysik mit Austausch und Anwendungen in anderen Wissenschaftsbereichen initiiert. Sie gründete 2017 das INtelligent Quantum NEtworks and Technologies (In-Q-Net) Forschungsprogramm am Caltech, das sich mit Quantennetzwerken und HEP/QIS-Schnittstellen beschäftigt.
Seit Juni 2022 gehört sie dem Vorsitz der NASEM-Studie EPP-2024 an, die eine Vision für das Gebiet der Elementarteilchenphysik und ihrer Schnittstellen in den nächsten Jahrzehnten entwickeln soll.
Maria Spyropoulou ist außerdem Gründerin des Physics of the Universe Summit (POTUS), der sich mit Herausforderungen in neu entstehenden und bereichsübergreifenden Gebieten von Wissenschaft und Technologie befasst.
Ihre eigene Rolle als Physikerin spielte sie 2003 in dem Film „Was Einstein noch nicht wusste“, basierend auf dem Buch Das elegante Universum, in dem mehrere Gelehrte der Physik zu Wort kommen. Auch in Morgan Freemans Dokumentarserie Through The Wormhole über das Universum hatte sie bereits 2011 in der ersten Episode einen Auftritt als Wissenschaftlerin.

## Auszeichnungen
2008 wurde Maria Spyropoulou zum Fellow der American Association for the Advancement of Science und im Jahr 2014 zum Fellow der American Physical Society gewählt.